# Hành trình của Moana
Hành trình của Moana (tên gốc tiếng Anh: Moana, tên Việt khác là Cuộc hành trình của Moana, hay còn được biết đến với tên Vaiana ở một số quốc gia Châu Âu và Oceania ở Ý) là một bộ phim hoạt hình máy tính thể loại nhạc kịch, phim hài, phiêu lưu, kỳ ảo 3D năm 2016 của Mỹ sản xuất bởi Walt Disney Animation Studios và phát hành bởi Walt Disney Pictures. Moana là bộ phim thứ 56 trong danh sách các phim của Walt Disney Animation Studios. Đạo diễn của phim là Ron Clements và John Musker, và đồng đạo diễn là Don Hall và Chris Williams. Nhạc phim được viết bởi Lin-Manuel Miranda, Opetaia Foa'i và Mark Mancina.
Được Auli'i Cravalho, Dwayne Johnson, Rachel House, Temuera Morrison, Jemaine Clement, Nicole Scherzinger và Alan Tudyk lồng tiếng, bộ phim kể về câu chuyện của Moana, con gái của trưởng tộc người Polynesia, một cô gái có ý chí mạnh mẽ. Cô được biển cả chọn để hoàn thành sứ mệnh trao trả lại trái tim cho một nữ thần. Khi tai hoạ tấn công hòn đảo của cô, Moana đã buộc phải giương buồm ra khơi đi tìm Maui, một á thần huyền thoại, với hy vọng có thể cứu được người dân của mình.
Moana đã có buổi ra mắt thế giới tại rạp chiếu phim El Capitan ở Los Angeles vào ngày 14 tháng 11 năm 2016 và được phát hành rộng rãi tại các rạp vào ngày 23 tháng 11 năm 2016 ở các định dạng Disney Digital 3-D, RealD 3D, D-Box và Premium large format. Cùng với Zootopia, phim đánh dấu lần đầu tiên kể từ năm 2002, Walt Disney Animation Studios đã phát hành hai bộ phim trong cùng một năm. Phim nhận được đánh giá tích cực từ hầu hết nhà phê bình. Hệ thống tổng hợp kết quả đánh giá Rotten Tomatoes đã báo cáo 95% đánh giá tích cực từ nhà phê bình phim, dựa trên 201 đánh giá, với đánh giá trung bình 7.9/10 và Metacritic đã đưa ra điểm 81/100, dựa trên 44 đánh giá. Đặc biệt chú trọng hướng đến hình ảnh động, âm nhạc, và diễn viên lồng tiếng.
Cho đến hiện tại, phim đã thu về hơn $643.3 triệu USD trên toàn thế giới và được đề cử cho nhiều giải thưởng, bao gồm Giải Quả cầu vàng (Golden Globe Award) đề cử cho Phim hoạt hình hay nhất và Ca khúc trong phim hay nhất.

## Nội dung
Te Fiti, là một nữ thần đảo, tạo ra tất cả cuộc sống và trở thành một hòn đảo. Trái tim của Te Fiti là một viên đá ngọc bích nhỏ đã bị á thần Maui đánh cắp để khai thác sức mạnh của nó. Nhưng sau đó, anh phải đương đầu với quỷ Te Kā và dung nham của nó. Cuối cùng, anh đã đánh rơi viên đá ngọc bích và lưỡi câu ma thuật của mình vào lòng đại dương.
Một thiên niên kỷ sau, Moana Waialiki, con gái và là người thừa kế của một trưởng đảo trên hòn đảo Polynesian nhỏ của Motunui, khi đi thu thập vỏ ốc ở bãi biển đã phát hiện ra trái tim Te Fiti. Khi đó, cô còn là một đứa trẻ. Cha cô ấy, trưởng đảo Tui, khẳng định đảo vẫn cung cấp tất cả mọi thứ mà dân làng cần nhưng khi cá trở nên khan hiếm, dừa bắt đầu hư hỏng, và hệ thực vật trên đảo bắt đầu chết, Moana đã đề nghị vượt ra ngoài rạn san hô để tìm thấy nhiều cá hơn. Tui giận dữ bác bỏ yêu cầu của cô, cũng như việc thuyền vượt ra ngoài rạn san hô là bị cấm. Mẹ của Moana, bà Sina thổ lộ rằng Tui sợ đại dương vì ông ấy đã đánh mất người bạn tốt nhất của mình khi ông ấy nỗ lực cho thuyền vượt rạn san hô.
Bà của Moana, bà Tala thấy Moana trên bãi biển sau khi nỗ lực bất thành để đi thuyền qua rạn san hô và chỉ cho Moana một hang đá bí mật ẩn sau thác nước. Bên trong là một đội thuyền buồm, tiết lộ rằng tổ tiên của hòn đảo này đã từng thám hiểm biển. Tala đưa cho Moana trái tim của Te Fiti và chỉ cho cô sự tăm tối được gây ra bởi hành vi trộm cắp của Maui mà hiện giờ tàn phá hòn đảo này.
Tala ngã bệnh và hấp hối nói với Moana phải ra khơi. Moana khởi hành tìm kiếm Maui với con gà trống Heihei được vô tình xếp trên thuyền. Một con cá đuối ngụ ý cho sự tái sinh của Tala đi theo Moana. Moana đi theo một chòm sao trông giống như lưỡi câu của Maui, nhưng một làn sóng đã đánh nhẹ thuyền và hất cô khiến cô bất tỉnh. Sáng hôm sau, cô tỉnh dậy trên hòn đảo nhỏ, nơi cư trú của Maui. Maui làm Moana mất tập trung bằng cách khoe khoang kỳ tích của mình. Sau đó bẫy cô trong một cái hang và đánh cắp thuyền của cô. Sau khi thoát khỏi hang động, Moana cố gắng thuyết phục Maui trả lại trái tim cho Te Fiti nhưng Maui từ chối vì sợ rằng những sinh vật khác sẽ giết mình để đánh cắp nó.
Những tên cướp biển Pygmy còn được gọi là Kakamora vây hãm thuyền và chế ngự để đánh cắp trái tim, nhưng Maui đã làm cho những con thuyền khổng lồ của chúng va vào nhau, còn Moana lấy lại được trái tim. Maui đồng ý giúp đem trái tim trở lại với Te Fiti. Nhưng để có thể làm được, ông cần chiếc móc ma thuật của mình đang bị giấu trong Vương quốc Quái Vật được giữ bởi một con cua dừa khổng lồ tên là Tamatoa. Hai cuộc hành trình đến vương quốc, nơi họ tìm cách để lấy cái móc bằng cách lừa Tamatoa hát về vẻ hào quang của hắn. Trở lại thuyền, Maui dạy Moana cách lái thuyền và điều hướng bằng các ngôi sao và làm quen với các quyền năng chuyển đổi của chiếc móc ma thuật. Moana biết được Maui là một người được đưa ra bởi các vị thần sau khi ông bị bố mẹ bỏ rơi.
Họ đến Te Fiti, nơi Te Kā xuất hiện và cố gắng tiêu diệt họ. Maui cố chống lại nhưng Te Kā quá mạnh và anh ấy yêu cầu Moana quay trở lại. Cô lờ đi vì tin rằng họ có thể sử dụng sự ghét nước của Te Kā làm lợi thế cho mình. Nhưng Te Kā đã làm hỏng nghiêm trọng chiếc móc câu của Maui và đẩy lùi thuyền của họ ra biển. Maui bỏ đi vì e rằng nếu quay trở lại chiến đấu với Te Kā sẽ phá huỷ chiếc móc của mình vĩnh viễn. Anh ấy nói với cô rằng đại dương đã chọn nhầm người để cứu mọi người.
Moana bối rối vì sự thất bại của mình, cầu xin biển hãy lấy lại trái tim và chọn người khác để trả cho Te Fiti. Linh hồn của bà Tala xuất hiện và động viên Moana tìm thấy tiếng nói thật bên trong mình. Moana bơi xuống để lấy lại trái tim, quay trở lại Te Fiti, và vượt qua được Te Kā để trả trái tim. Maui có một sự thay đổi, ông trở lại để đánh lạc hướng Te Kā mặc dù sau đó chiếc móc của mình bị phá huỷ trong cuộc chiến. Moana lên đến đỉnh núi. Cô nhận ra rằng hòn đảo đã biến mất mà Te Kā thật sự là Te Fiti khi không có trái tim. Moana yêu cầu đại dương dọn đường để Te Fiti có thể đến gần mình. Moana phục hồi trái tim cho Te Fiti, và Te Fiti ban cho Maui một chiếc móc mới trước khi ngủ. Maui và Moana chào tạm biệt nhau.
Moana trở lại hòn đảo của mình và cùng dân làng tìm kiếm các hòn đảo mới khi Maui bay qua họ trong hình dáng con chim ưng.

## Diễn viên lồng tiếng
- Auli'i Cravalho vai Moana Waialiki, con gái của trưởng làng.
  - Louise Bush vai giọng hát của Moana khi trẻ [10]
- Dwayne Johnson vai Maui (Māui), một á thần có thể thay đổi hình dạng, người cùng phiêu lưu với Moana.
- Rachel House vai Gramma Tala, bà của Moana. Bà yêu Moana và chia sẻ niềm đam mê đối với đại dương của mình cho cháu.[11]
- Temuera Morrison vai Chief Tui Waialiki, cha của Moana và là chỉ huy của hòn đảo Motunui. Ông bảo vệ Moana quá mức, luôn ngăn cản con gái mình ra biển khơi.[11]
  - Christopher Jackson vai giọng hát của Tui[12]
- Nicole Scherzinger vai Sina Waialiki, mẹ của Moana và vợ của Tui.[11]
- Jemaine Clement vai Tamatoa, một con cua dừa khổng lồ tích trữ kho báu đến từ Lalotai, vương quốc Quái Vật.[11]
- Alan Tudyk vai Heihei, con gà trống, thú cưng của Moana, với mô tả của đạo diễn Ron Clements là "con vật ngu ngốc nhất trong lịch sử hoạt hình của Disney."[13]
  - Tudyk cũng lồng tiếng cho dân làng #3[14]
- Oscar Kightley vai ngư dân
- Troy Polamalu vai dân làng #1
- Puanani Cravalho vai dân làng #2

Pua, lợn cưng của Moana được lồng tiếng bởi nhiều con lợn 

## Sản xuất

### Phát triển
Sau khi chỉ đạo Công chúa và chàng Ếch (The Princess and the Frog) (2009), Clements và Musker bắt đầu làm việc với chuyển thể của Mort của tác giả Terry Pratchett, nhưng các vấn đề với việc mua bản quyền làm phim cần thiết đã ngăn cản họ tiếp tục với dự án đó. Để tránh vấn đề đó trở lại, họ đã đưa ra 3 ý tưởng ban đầu. Nguồn gốc của một trong những ý tưởng đó (một trong chúng cuối cùng đã bật đèn xanh) xuất hiện vào năm 2011, khi Musker bắt đầu đọc thần thoại Polynesian, và được biết về những kỳ công anh hùng của á thần Maui. Bị hấp dẫn với nền văn hóa phong phú của Polynesia, ông cảm thấy đó sẽ là một chủ đề thích hợp cho một bộ phim hoạt hình. Không lâu sau đó, Musker và Clements đã viết ra một cách xử lý và đưa nó cho John Lasseter, người đã đề nghị cả hai nên đi các chuyến nghiên cứu. Do đó, năm 2012, Clements và Musker đã đi các chuyến nghiên cứu đến Fiji, Samoa, và Tahiti để gặp gỡ người dân Nam Thái Bình Dương và tìm hiểu nền văn hoá của họ. Ban đầu, họ lên kế hoạch làm bộ phim hoàn toàn về Maui, nhưng các chuyến đi nghiên cứu ban đầu của họ đã truyền cảm hứng cho Clements để đưa ra một ý tưởng mới tập trung vào cô con gái trẻ của trưởng tộc. 
Họ bị cuốn hút để học hỏi trong suốt quá trình nghiên cứu của mình mà người dân của Polynesia đột ngột ngừng thực hiện các chuyến hành trình khoảng thời gian dài cách đây khoảng 3000 năm, sau đó lại tiếp tục chuyến hành trình lần nữa cách đây 1000 năm, và không ai thật sự biết lý do vì sao. Họ đặt phim vào cuối thời kỳ đó, khoảng 2000 năm trước, trên một hòn đảo hư cấu ở trung tâm Thái Bình Dương, trong đó lấy cảm hứng từ các yếu tố của các quốc đảo có thật của Fiji, Samoa, và Tonga.
Trong vòng năm năm nó đã phát triển và sản xuất thành phim, Clements và Musker đã tuyển dụng các chuyên gia từ bên kia Nam Thái Bình Dương để tạo thành một Oceanic Story Trust, người tư vấn về tính chính xác và sự nhạy cảm trong văn hóa của phim khi câu chuyện của nó đã phát triển qua chín phiên bản khác nhau. Trust phản ứng tiêu cực, ví dụ, để mô tả Maui bị hói, và đến một cảnh đề xuất trong đó Moana ném một cơn giận bằng cách ném những quả dừa. Đáp lại, Maui đã được làm lại với mái tóc dài và cảnh dừa đã bị hủy bỏ.

### Viết kịch bản
Taika Waititi đã viết kịch bản ban đầu. Bản thảo đầu tiên tập trung vào Moana là con gái duy nhất trong một gia đình có "năm hoặc sáu anh em". Tuy nhiên, chủ đề các anh em và dựa trên giới tính đã bị xoá khỏi câu chuyện, các đạo diễn ưa chuộng cuộc hành trình của Moana về việc tìm kiếm bản thân mình. Bản thảo tiếp theo đã cho cha của Moana là người muốn tiếp tục chuyển hướng, nhưng nó đã được viết lại để ông ấy phản đối chuyển hướng, vì nó sẽ không làm lu mờ Moana. Thay vào đó, Pamela Ribon đã đưa ra ý tưởng về nhân vật người bà cho bộ phim, người đóng vai trò như là người hướng dẫn gắn liền với truyền thống cổ xưa. Một bản khác tập trung vào Moana giải cứu cha mình, người bị mất tích trên biển. Câu chuyện đã được thay đổi đáng kể trong suốt giai đoạn phát triển (điều xảy ra với hầu hết các bộ phim của Disney), và ý tưởng đầu tiên cuối cùng chỉ còn lại là một yếu tố huyền ảo về cốt truyện của người cha. Aaron and Jordan Kandell đã lên dự án trong suốt giai đoạn quan trọng để làm sâu sắc thêm cấu trúc câu chuyện tình cảm của bộ phim. Họ được ghi nhận với việc phát triển mối quan hệ chính giữa Moana và Maui trong đoạn mở đầu, trong hang động của Wayfinders, Kakamora, và cua dừa khổng lồ Tamatoa (lồng tiếng bởi Jemaine Clement). Jared Bush đã nhận được công nhận là tác giả duy nhất của phiên bản cuối cùng trong kịch bản.
Như với hầu hết các bộ phim hoạt hình của Disney và Pixar, một số vấn đề câu chuyện chính được xác định vào năm 2015, chỉ sau khi bộ phim đã chuyển từ phát triển sang sản xuất. Nhưng những bộ phim được tạo ra từ máy tính có xu hướng có kế hoạch sản xuất ngắn hơn và đội ngũ hoạt hình lớn hơn nhiều (trong trường hợp này, khoảng 90 nhà thiết kế hoạt hình) so với phim hoạt hình truyền thống. Vì Clements và Musker đã làm việc 12 giờ/ngày (và thứ Bảy) để chỉ đạo một đội ngũ nhà thiết kế hoạt hình lớn, Hall và Williams (người đã chỉ đạo hoàn thành Big Hero 6) đã đến như là đồng đạo diễn để giúp khắc phục các vấn đề về câu chuyện của phim. Cảnh Maui và Moana gặp Kakamora là một sự kính trọng cố ý với Max điên: Con đường tử thần.

### Thử vai
Sau khi các nhà làm phim thông qua buổi thử giọng của hàng trăm ứng viên từ khắp Thái Bình Dương, Auli'i Cravalho, 14 tuổi, học sinh trung học, được chọn vào vai Moana, nhân vật chính, một cô gái trẻ lái thuyền đi tìm Maui và cứu hòn đảo của cô ấy. Tại thời điểm đó, thiết kế cho khuôn mặt và tính cách của Moana đã hoàn tất, và việc Cravalho có nét tương đồng với nhân vật của cô chỉ đơn giản là một sự trùng hợp. Trong thời gian sản xuất phim hoạt hình, các nhà thiết kế hoạt hình của Disney đã có thể tích hợp một số phong cách của Cravalho vào hành vi của Moana như được mô tả trên màn hình.
Mặc dù xuất hiện trong bốn phim Walt Disney Animation Studios liên tiếp, bắt đầu với Wreck-It Ralph, nhưng Alan Tudyk ban đầu vẫn không được phân vai do sở thích của các nhà làm phim dành cho các diễn viên của Nam Thái Bình Dương. Tuy nhiên, sau khi thay đổi kịch bản, Tudyk sau đó đã được giao cho một phần nhỏ của Heihei và được ghi lại âm thanh của mình trong ít hơn nửa ngày.

### Hoạt hình
Moana là bộ phim hoạt hình hoàn toàn bằng máy tính đầu tiên của Clements và Musker. Một trong những lý do để sử dụng hoạt hình máy tính là môi trường, trong đó có đại dương. Hoạt hình máy tính được hưởng lợi nhiều hơn nhờ sử dụng CGI, ngược với hoạt hình truyền thống. Các nhà làm phim cũng đã cho rằng hoạt hình máy tính ba chiều rất phù hợp với "nghệ thuật điêu khắc đẹp" của khuôn mặt người dân vùng Nam Thái Bình Dương. Trong giai đoạn phát triển đầu, dự kiến ban đầu bộ phim sẽ được vẽ tay, nhưng chỉ một vài thử nghiệm được thực hiện. Trong cắt giảm cuối cùng  thì chỉ hình xăm của Maui's được vẽ tay.
Eric Goldberg làm việc trên hình động vẽ tay để miêu tả các hình xăm của Maui thật sinh động. Nhạc phim được viết bởi Opetaia Foa'i, Mark Mancina, và Lin-Manuel Miranda.

### Nhạc phim
Nhạc phim được phát hành bởi Walt Disney Records vào ngày 18, tháng 11, năm 2016. Các bài hát được viết bởi Opetaia Foa'i, Mark Mancina, và Lin-Manuel Miranda, trong khi bản dàn bè được viết bởi Mancina. Lời bài hát được viết bằng tiếng Anh, tiếng Samoa và tiếng Tokelau. Nhạc phim đạt vị trí thứ năm trên bảng xếp hạng Billboard 200.

#### Album
Phiên bản cao cấp gồm 2 đĩa bao gồm bản dàn bè (the score), được sáng tác bởi Mancina, cũng như các bản giới thiệu (demo), outtake và các bản karaoke nhạc cụ.
Album trên bảng xếp hạng Billboard 200 ở vị trí 16 và đạt vị trí số 2. "How Far I'll Go" được đề cử cho Giải Quả cầu vàng cho ca khúc trong phim hay nhất.
Tất cả nhạc phẩm được soạn bởi Lin-Manuel Miranda, Opetaia Foa'i và Mark Mancina (Tracks 1–14), Mark Mancina (Tracks 15–40).
| Đĩa 1 | Đĩa 1                                       | Đĩa 1                                                                                | Đĩa 1      |
| STT   | Nhan đề                                     | Nghệ sĩ                                                                              | Thời lượng |
| ----- | ------------------------------------------- | ------------------------------------------------------------------------------------ | ---------- |
| 1.    | "Tulou Tagaloa"                             | Olivia Foa'i                                                                         | 0:51       |
| 2.    | "An Innocent Warrior"                       | Vai Mahina, Sulata Foai-Amiatu & Matthew Imeleo                                      | 1:37       |
| 3.    | "Where You Are"                             | Christopher Jackson, Rachel House, Nicole Scherzinger, Auli'i Cravalho & Louise Bush | 3:30       |
| 4.    | "How Far I'll Go"                           | Cravalho                                                                             | 2:43       |
| 5.    | "We Know the Way"                           | Opetaia Foa'i & Lin-Manuel Miranda                                                   | 2:21       |
| 6.    | "How Far I'll Go (Reprise)"                 | Cravalho                                                                             | 1:27       |
| 7.    | "You're Welcome"                            | Dwayne Johnson                                                                       | 2:43       |
| 8.    | "Shiny"                                     | Jemaine Clement                                                                      | 3:05       |
| 9.    | "Logo Te Pate"                              | O. Foa'i, Op. Foa'i & Talaga Steve Sale                                              | 2:10       |
| 10.   | "I Am Moana (Song of the Ancestors)"        | House & Cravalho                                                                     | 2:42       |
| 11.   | "Know Who You Are"                          | Cravalho, Mahina, O. Foa'i, Op. Foa'i & Imeleo                                       | 1:12       |
| 12.   | "We Know the Way (Finale)"                  | Miranda & Op. Foa'i                                                                  | 1:09       |
| 13.   | "How Far I'll Go (Alessia Cara Version)"    | Alessia Cara                                                                         | 2:55       |
| 14.   | "You're Welcome (feat. Lin-Manuel Miranda)" | Jordan Fisher                                                                        | 2:17       |
| 15.   | "Prologue"                                  | Mark Mancina                                                                         | 2:25       |
| 16.   | "He Was You"                                | Mancina                                                                              | 0:50       |
| 17.   | "Village Crazy Lady"                        | Mancina                                                                              | 0:45       |
| 18.   | "Cavern"                                    | Mancina                                                                              | 2:05       |
| 19.   | "The Ocean Chose You"                       | Mancina                                                                              | 1:17       |
| 20.   | "The Hook"                                  | Mancina                                                                              | 1:09       |
| 21.   | "Tala's Deathbed"                           | Mancina                                                                              | 2:00       |
| 22.   | "Battle of Wills"                           | Mancina                                                                              | 3:10       |
| 23.   | "Kakamora"                                  | Mancina                                                                              | 4:33       |
| 24.   | "Wayfinding"                                | Mancina                                                                              | 1:52       |
| 25.   | "Climbing"                                  | Mancina                                                                              | 0:54       |
| 26.   | "Tamatoa's Lair"                            | Mancina                                                                              | 2:45       |
| 27.   | "Great Escape"                              | Mancina                                                                              | 0:59       |
| 28.   | "If I Were the Ocean"                       | Mancina                                                                              | 3:01       |
| 29.   | "Te Ka Attacks"                             | Mancina                                                                              | 1:41       |
| 30.   | "Maui Leaves"                               | Mancina                                                                              | 2:05       |
| 31.   | "Heartache"                                 | Mancina                                                                              | 0:39       |
| 32.   | "Tala Returns"                              | Mancina                                                                              | 1:01       |
| 33.   | "Sails to Te Fiti"                          | Mancina                                                                              | 5:46       |
| 34.   | "Shiny Heart"                               | Mancina                                                                              | 0:36       |
| 35.   | "Te Fiti Restored"                          | Mancina                                                                              | 1:03       |
| 36.   | "Hand of a God"                             | Mancina                                                                              | 0:30       |
| 37.   | "Voyager Tagaloa"                           | Mancina                                                                              | 0:57       |
| 38.   | "Toe Feiloa'i"                              | Mancina                                                                              | 1:25       |
| 39.   | "Navigating Home"                           | Mancina                                                                              | 0:47       |
| 40.   | "The Return to Voyaging"                    | Mancina                                                                              | 1:01       |

Tất cả nhạc phẩm được soạn bởi Lin-Manuel Miranda, Opetaia Foa'i và Mark Mancina (Tracks 1–7, 18, and 19), Mark Mancina (Tracks 8–17).
| Đĩa 2 | Đĩa 2                                 | Đĩa 2              | Đĩa 2      |
| STT   | Nhan đề                               | Nghệ sĩ            | Thời lượng |
| ----- | ------------------------------------- | ------------------ | ---------- |
| 1.    | "Unstoppable (Outtake)"               | Lin-Manuel Miranda | 3:59       |
| 2.    | "More (Outtake)"                      | Marcy Harriell     | 3:16       |
| 3.    | "More (Reprise - Outtake)"            | Harriell           | 2:38       |
| 4.    | "Warrior Face (Outtake)"              | Miranda            | 2:16       |
| 5.    | "Where You Are (Demo)"                | Miranda            | 3:01       |
| 6.    | "You're Welcome (Demo)"               | Miranda            | 2:37       |
| 7.    | "Shiny (Demo)"                        | Miranda            | 3:04       |
| 8.    | "Prologue (Score Demo)"               | Mark Mancina       | 2:26       |
| 9.    | "Village Crazy Lady (Score Demo)"     | Mancina            | 0:45       |
| 10.   | "Cavern (Score Demo)"                 | Mancina            | 2:05       |
| 11.   | "Kakamora (Score Demo)"               | Mancina            | 3:58       |
| 12.   | "It's Called Wayfinding (Score Demo)" | Mancina            | 0:53       |
| 13.   | "Maui Leaves (Score Demo)"            | Mancina            | 2:04       |
| 14.   | "Sails to Te Fiti (Score Demo)"       | Mancina            | 1:37       |
| 15.   | "Maui Battles (Score Demo)"           | Mancina            | 1:57       |
| 16.   | "Sea Monsters (Score Demo)"           | Mancina            | 0:45       |
| 17.   | "Tala Returns (Score Demo)"           | Mancina            | 1:15       |
| 18.   | "How Far I'll Go (Instrumental)"      | Moana Karaoke      | 2:44       |
| 19.   | "You're Welcome (Instrumental)"       | Moana Karaoke      | 2:44       |

## Phát hành
Vào ngày 20 Tháng 10 năm 2014, Walt Disney Pictures thông báo rằng bộ phim sẽ được phát hành vào cuối năm 2016,. Trong tháng 11, năm 2014, Disney đã xác nhận rằng sẽ được phát hành phim vào ngày 23 tháng 11 năm 2016. Bộ phim được kèm theo phim ngắn mới, Inner Working. Bộ phim đã được tổ chức buổi công chiếu thế giới tại rạp chiếu phim El Capitan ở Los Angeles vào ngày 14 tháng 11 năm 2016.
Phim mang tên Vaiana ở nhiều nước Châu Âu sau mâu thuẫn về thương hiệu.
Phim sẽ mang tên Oceania ở Ý, trong khi tên của nhân vật chính sẽ là Vaiana thay cho Moana.
Ngày 25 tháng 10 năm 2016, tại cuộc họp báo ở Papeete đã thông báo rằng bộ phim sẽ là phim điện ảnh đầu tiên được lồng tiếng đầy đủ bằng tiếng Tahiti. Điều này đánh dấu lần thứ 3 Disney phát hành bản lồng tiếng đặc biệt dành riêng cho các nền văn hoá lấy cảm hứng từ bộ phim: trường hợp đầu tiên là Vua sư tử (1994), các đạo diễn đã đến Nam Phi để tìm diễn viên lồng tiếng cho phiên bản lồng tiếng bằng tiếng Zulu; và trường hợp thứ hai là Hoa Mộc Lan (1998), đây là bộ phim đầu tiên mà Disney lồng tiếng bằng tiếng Quan Thoại (Mandarin Chinese) làm tại Trung Quốc, tách biệt và độc lập với phiên bản được phát hành tại Đài Loan.
Disney Ấn Độ chọn nhà soạn nhạc nổi tiếng người Ấn Độ, Bappi Lahiri (người được biết đến là "người đàn ông vàng" của Ấn Độ), để lồng tiếng cho nhân vật Tamatoa trong phiên bản lồng tiếng tiếng Hindi của bộ phim phát hành ở Ấn Độ; chủ yếu là vì trong thực tế, ông ấy quá giống với Tamatoa, có một sự yêu thích và tình yêu bao la đối với vàng. Ở Nga, Tamatoa được lồng tiếng bởi một nam ca sĩ nổi tiếng Ilya Lagutenko, người biểu diễn bài hát của Tamatoa với âm điệu "meowing" êm dịu đặc biệt của mình.

### Tiếp thị
Ngày 15 Tháng 10 năm 2016, Hawaiian Airlines đã công bố màu sơn Moana theo chủ đề của họ cho ba hãng máy bay Airbus A330-200 của họ.

## Phản hồi

### Phòng vé
Tính đến  ngày 2 tháng 1 năm 2017, Moana đã thu về 225,4 triệu USD tại Mỹ và Canada, và 224,7 triệu USD ở các quốc gia khác trên toàn thế giới, tổng cộng 450,1 triệu USD. Disney đã không tiết lộ kinh phí sản xuất bộ phim; hầu hết các bộ phim hoạt hình của họ đều có giá lên đến xấp xỉ 150 triệu USD.

#### Bắc Mỹ
Tại Mỹ, Moana được phát hành trong suốt tuần Lễ Tạ Ơn. Phim được chiếu trong 3.875 rạp, trong đó phần lớn (80%) được trình chiếu ở dạng 3D. Nó cũng được chiếu trong 50 màn hình khổ lớn cao cấp và hơn 400 màn hình D-Box. Nó được dự kiến đạt được khoảng 50 triệu USD trong 3 ngày, với 75–85 triệu USD trong 5 ngày (một số ước lượng lên đến 90 triệu USD). Deadline.com cho biết các con số này tốt với phim Disney gốc và đã đánh dấu sự phục hồi tốt cho công ty trong bối cảnh Chú khủng long tốt bụng của Pixar vào năm ngoái, đã thu được 55 triệu USD hơn năm ngày với kinh phí sản xuất là 175–200 triệu USD.
Bộ phim đã thu về 2,6 triệu USD từ trả tiền xem trước vào thứ Ba, bắt đầu vào lúc 7 giờ chiều, cao nhất bao giờ hết cho một bộ phim Walt Disney Animation Studios và cho một bộ phim hoạt hình Disney không-Pixar. Trong ngày mở đầu, nó đã thu về 15,5 triệu USD, một kỷ lục mới cho mở đầu phim Walt Disney Animation Studios vào thứ Tư (phá vỡ kỷ lục của Nữ hoàng băng giá) và ngày mở đầu lớn nhất bao giờ hết cho một phim được phát hành trước ngày Lễ Tạ Ơn. Vào ngày Lễ Tạ Ơn, nó đã thu về 9,9 triệu USD, giảm 36% so với ngày trước đó. Vào Thứ Sáu Đen—ngày doanh thu cao nhất trong khoảng Lễ Tạ Ơn—nó đã thu về 21,8 triệu USD, tăng 127% so với ngày hôm trước. Thông qua ngày Chủ Nhật, bộ phim đã gửi ba ngày mở đầu cuối tuần với giá trị 56,6 triệu USD qua khởi đầu từ thứ Sáu đến Chủ Nhật của nó và 82,1 triệu USD từ thứ Tư đến Chủ Nhật, mở đầu năm ngày Lễ Tạ Ơn lớn nhất ở vị trí thứ hai (sau Nữ hoàng băng giá) và mở đầu ba ngày Lễ Tạ Ơn lớn nhất ở vị trí thứ ba (sau Nữ hoàng băng giá và Câu chuyện đồ chơi 2), truất ngôi Sinh vật huyền bí và nơi tìm ra chúng khỏi vị trí hàng đầu. Trong tất cả các phim, không nhất thiết mở đầu cuối tuần này mà có thể đã được công chiếu, Moana được xếp hạng sáu trong ba ngày cuối tuần và hạng năm trong năm ngày cuối tuần.
Mở đầu của bộ phim được xem như là một thành công (và là thành công khác của hoạt hình) cho hãng phim sau khi Phi vụ động trời và Đi tìm Dory của Pixar đã gửi những mở đầu rất lớn, tương ứng, trong cùng năm vào tháng 3 và tháng 6.
Trong tuần thứ hai của mình, phim đã giảm khoảng 50% trong tổng số 28,3 triệu USD, giảm ít hơn Câu chuyện đồ chơi 2, Nữ hoàng băng giá, Công chúa tóc mây và Chú khủng long tốt bụng. Bộ phim được quản lý để đứng đầu phòng vé cuối tuần thứ ba của nó, bất chấp sự cạnh tranh từ những người mới và cũ, thu về 18,5 triệu USD trong khi giảm 34%. Moana trở thành bộ phim thứ sáu của năm 2016 đứng đầu phòng vé ba lần, sau Deadpool, Phi vụ động trời, Cậu bé rừng xanh, Đi tìm Dory, và Biệt đội cảm tử. Bộ phim đã vượt qua Rogue One: Star Wars ngoại truyện của chính Disney ở cuối tuần thứ tư của mình, mặc dù chỉ giảm nhẹ.
Nó đã rơi xuống vị trí thứ 6 trong tuần thứ năm, do sự cạnh tranh từ các bản mới phát hành—Sing - Đấu trường âm nhạc, Passengers, Why Him?, và Assassin's Creed—mặc dù độ giảm ít lại; nó đã thu về 2,9 triệu USD vào lễ Giáng Sinh. Vào tuần lễ cho kỳ nghỉ của ngày 23-29 tháng 12, bộ phim đã kết thúc ở vị trí thứ 4 với thu nhập 26 triệu USD, tăng 14% so với tuần trước, mặc dù mất hơn 300 rạp.

#### Bên ngoài Bắc Mỹ
Trên thị trường quốc tế, bộ phim đã thu về 17,2 triệu USD trong tuần đầu tiên của nó từ 12 thị trường, phần lớn trong số đó đến từ Trung Quốc. Trong tuần thứ hai của nó, phim được mở rộng trên tổng số 30 thị trường, bổ sung thêm 33,7 triệu USD.
Ở Trung Quốc, phim có ngày mở đầu xoàng xĩnh chỉ với 1,9 triệu USD từ 38,000 buổi chiếu. Tuy nhiên, nó có được một cuối tuần quan trọng, bật mạnh vào thứ Bảy—mặc dù màn ảnh của nó đã được làm mờ—và Chủ Nhật. Trong tổng số, nó ghi được tuần mở đầu 12,3 triệu USD, tốt thứ hai cho chủ đề hoạt hình Disney, chỉ sau Phi vụ động trời. Nó đứng thứ 2 sau Sinh vật huyền bí và nơi tìm ra chúng. Disney tin rằng bộ phim có một chặng đường dài để đi ở Trung Quốc, mặc dù thị trường đã tràn ngập các bộ phim mới được phát hành mỗi tuần. Tuy nhiên, số lượng phương tiện truyền thông xã hội mạnh mẽ cho thấy trong số hãng phim lớn nhất đã nhìn thấy ở đây. Tương tự như cách Phi vụ động trời đã bắt đầu chậm và sau này đã trở thành hiện tượng bom tấn, công ty đang mong đợi điều tương tự cho Moana. Deadline.com chỉ ra rằng điều này sẽ được giảm xuống để hợp tác và tiếp thị ở địa phương để bộ phim tiếp tục tìm khác giả và động lực xây dựng. Nó đã thành công tương tự khi ra mắt ở Pháp, Nga, Mexico và Tây Ban Nha. Phim cũng cho thấy thành công ở Bỉ, Hà Lan và Pháp nói tiếng Thuỵ Sĩ. 
Tại Anh và Ireland, bộ phim phải đối mặt với sự cạnh tranh đến từ Sinh vật huyền bí và nơi tìm ra chúng—được chiếu trong tuần thứ ba của nó—và kết quả là, nó có một mở đầu thấp, chỉ 2,2 triệu bảng Anh (2,78 triệu USD).
Các thị trường cho thu nhập lớn nhất cho đến nay có được từ Trung Quốc (31,4 triệu USD), tiếp theo là Pháp (29,7 triệu USD), Anh (17 triệu USD), Nga (12,9 triệu USD) và Mexico (11,4 triệu USD). Buổi giới thiệu quốc tế kế hoạch của phim sẽ tiếp tục ở Úc sau đó vào tháng 12; Brazil và Hàn Quốc vào tháng 1; và sau đó là Nhật Bản vào ngày 10 tháng 3, tương tự như mô hình phát hành trước đó của Disney.

### Phản ứng quan trọng
Trên hệ thống tổng hợp kết quả đánh giá Rotten Tomatoes, bộ phim có đánh giá 95% dựa trên 210 lượt xem xét và đánh giá trung bình 7.9/10. Sự đồng thuận quan trọng của trang web cho rằng, "Với nhân vật chính ba chiều cùng với hình động tốt của nó và câu chuyện được thêm vào chiều sâu mới cho công thức được thời gian kiểm chứng của Disney, Moana thật sự là một chuyến phiêu lưu thân thiện cho gia đình với mọi lứa tuổi." Trên Metacritic, phim nắm giữ số điểm chuẩn 81/100 dựa trên 44 nhà phê bình, cho biết "hoan nghênh trên toàn thế giới." Các khán giả được khảo sát bởi CinemaScore cho bộ phim hạng trung bình là "A" trên thang điểm dao động từ A đến F.
Viết cho trang web của Roger Ebert, Christy Lemire đã cho bộ phim 3.5 sao trong tổng số 4 sao, viết "Moana sẽ vô cùng thú vị bất kể khi nào nó ra đời, nhưng nó đến tại thời điểm đặc biệt này trong lịch sử đã cho nó tăng thêm ý nghĩa của tầm quan trọng—cũng như nguồn cảm hứng." Joe Morgenstern của The Wall Street Journal tuyên bố rằng "Moana 
thì đẹp trong nhiều cách nhiều hơn tôi có thể nói, nhờ sự tài hoa của nhiều họa sĩ nhiều hơn tôi có thể đếm."
Steve Pulaski của Tạp chí Influx cho bộ phim điểm A–, nói "Moana của Disney ngồi thoải mái bên cạnh Zootopia và Finding Dory là một trong những bộ phim hoạt hình hay nhất của năm, nhưng đã truất ngôi chúng là hình ảnh rực rỡ trực quan, hấp dẫn nhất của năm. Bộ phim là một kỳ công trực quan, chi tiết không chê vào đâu được, với các yếu tố tiền cảnh và hậu cảnh như nước và rừng, mà các khán giả thông thường công nhận, đưa ra và thuyết phục bạn phải chú ý đến chúng hơn bao giờ hết."
Nhà thiết kế hoạt hình Eric Goldberg nhận được lời khen ngợi từ các nhà phê bình và các khán giả cho hoạt hình vẽ tay hình xăm của Maui của anh ấy, mà họ đã tuyên bố "đánh cắp hình thức" từ hình ảnh chuyển động hoạt hình CGI thực tế.

### Sự chỉ trích
Ngược lại, bộ phim đã nhận được một số lời chỉ trích, chủ yếu từ khu vực đại dương. Brigham Young University–Hawaii nhà nhân chủng học văn hóa xã hội Tēvita 'Ō. Kaʻili phát biểu rằng "mặc dù với thông điệp năng lực của cô gái quan trọng, thì bộ phim cũng có một thiếu sót lớn. Nó thiếu sự cân đối bởi sự thiếu sót về một nữ thần dũng cảm. Disney đã phải dùng đến việc giảm đi sự hùng mạnh của á thần Maui sang chiều ích kỷ, lạm dụng ranh giới, làm hề để làm nổi bật sức mạnh của Moana, nhân vật chính của phim." Anh ấy tiếp tục giải thích rằng, "thiếu sót một nữ thần dũng cảm thì quan trọng vì Polynesia là một nền văn hoá với đền thờ bách thần rất lớn của các nữ thần dũng cảm mạnh mẽ. Hina, nữ thần đồng hành cùng thần Maui đã không được tìm thấy trong Moana của Disney." Phóng viên báo The Fiji Times, Ana Madigibuli báo cáo rằng Disney có thể đã sử dụng Korova Camakau mà không cần sự cho phép của cộng đồng Korova." Nhà thơ Aotearoa / New Zealand, Karlo Mila đã đặt vấn đề với các mô tả của Maui trong phim, tuyên bố anh ấy là phiên bản của Shrek của Disney. Bộ phim cũng bị chỉ trích cho việc duy trì khuôn mẫu người Polynesia bằng cách miêu tả Maui thừa cân.
Một trang phục thực hiện để gắn liền với bộ phim đã được lấy bởi Disney từ cửa hàng trực tuyến của mình sau các khiếu nại về nó là không nhạy cảm về văn hóa và xuất hiện thúc đẩy "brownface"."

### Giải thưởng
(Cập nhật 10/08/2017)
| Giải thưởng                                   | Ngày trao giải                      | Hạng mục                                                                    | Người nhận giải & Ứng cử viên | Kết quả      | Tham khảo.      |
| --------------------------------------------- | ----------------------------------- | --------------------------------------------------------------------------- | --- | ------------ | --------------- |
| AARP Annual Movies for Grownups Awards        | 06/02/2017                          | Best Movie for Grownups who Refuse to Grow Up                               | Moana | Đề cử        | [ 98 ]          |
| Giải Oscar                                    | 26/02/2017                          | Giải Oscar cho phim hoạt hình hay nhất                                      | John Musker, Ron Clements, and Osnat Shurer | Đề cử        | [ 99 ] [ 100 ]  |
| Giải Oscar                                    | 26/02/2017                          | Giải Oscar cho ca khúc trong phim hay nhất                                  | "How Far I'll Go" by Lin-Manuel Miranda | Đề cử        | [ 99 ] [ 100 ]  |
| ACE Eddie Awards                              | 27/01/2017                          | Best Edited Animated Feature Film                                           | Jeff Draheim | Đề cử        | [ 101 ]         |
| Alliance of Women Film Journalists            | 21/12/2016                          | Phim hoạt hình hay nhất                                                     | Ron Clements, Don Hall, John Musker và Chris Williams                                                                                                 | Đề cử        | [ 102 ] [ 103 ] |
| Alliance of Women Film Journalists            | 21/12/2016                          | Best Animated Female                                                        | Auli'i Cravalho | Đoạt giải    | [ 102 ] [ 103 ] |
| Giải Annie                                    | Giải Annie lần 44 (04/02/2017)      | Phim hoạt hình hay nhất                                                     | Moana | Đề cử        | [ 104 ]         |
| Giải Annie                                    | Giải Annie lần 44 (04/02/2017)      | Outstanding Achievement, Animated Effects in an Animated Production         | Ian J. Coony, John M. Kosnik, Blair Pierpont, Erin V. Ramos và Marlon West                                                                            | Đoạt giải    | [ 104 ]         |
| Giải Annie                                    | Giải Annie lần 44 (04/02/2017)      | Outstanding Achievement, Character Design in an Animated Feature Production | Jin Kim và Bill Schwab | Đề cử        | [ 104 ]         |
| Giải Annie                                    | Giải Annie lần 44 (04/02/2017)      | Outstanding Achievement, Storyboarding in an Animated Feature Production    | Normand Lemay | Đề cử        | [ 104 ]         |
| Giải Annie                                    | Giải Annie lần 44 (04/02/2017)      | Outstanding Achievement, Voice Acting in an Animated Feature Production     | Auli'i Cravalho | Đoạt giải    | [ 104 ]         |
| Giải Annie                                    | Giải Annie lần 44 (04/02/2017)      | Outstanding Achievement, Editorial in an Animated Feature Production        | Jeff Draheim | Đề cử        | [ 104 ]         |
| Austin Film Critics Association               | 28/12/2016                          | Phim hoạt hình hay nhất                                                     | Moana | Đề cử        | [ 105 ] [ 106 ] |
| Giải thưởng âm nhạc Billboard                 | 21/05/2017                          | Top Soundtrack/Cast Album                                                   | Moana | Đề cử        | [ 107 ]         |
| Black Reel Awards                             | 16/02/2017                          | Outstanding Voice Performance                                               | Dwayne Johnson | Đề cử        | [ 108 ]         |
| British Academy Film Awards                   | 12/02/2017                          | Phim hoạt hình hay nhất                                                     | Ron Clements and John Musker | Đề cử        | [ 109 ]         |
| Chicago Film Critics Association              | 15/12/2016                          | Phim hoạt hình hay nhất                                                     | Moana | Đề cử        | [ 110 ]         |
| Cinema Audio Society Awards                   | 18/02/2017                          | Outstanding Achievement in Sound Mixing for a Motion Picture – Animated     | David Boucher, Scott Curtis, David E. Fluhr, Gabriel Guy, and Paul McGrath                                                                            | Đề cử        | [ 111 ]         |
| Critics' Choice Awards                        | 11/12/2016                          | Phim hoạt hình hay nhất                                                     | Moana | Đề cử        | [ 112 ]         |
| Critics' Choice Awards                        | 11/12/2016                          | Ca khúc trong phim hay nhất                                                 | "How Far I'll Go" – Lin-Manuel Miranda | Đề cử        | [ 112 ]         |
| Dallas–Fort Worth Film Critics Association    | 13/12/2016                          | Phim hoạt hình hay nhất                                                     | Moana | 3rd Place    | [ 113 ]         |
| Empire Awards                                 | 19/03/2017                          | Phim hoạt hình hay nhất                                                     | Moana | Đề cử        | [ 114 ]         |
| Empire Awards                                 | 19/03/2017                          | Best Soundtrack                                                             | Moana | Đề cử        | [ 114 ]         |
| Florida Film Critics Circle                   | 23/122016                           | Phim hoạt hình hay nhất                                                     | Moana | Đề cử        | [ 115 ]         |
| Giải Quả cầu vàng                             | Giải Golden Globe lần 74 08/01/2017 | Giải Quả cầu vàng cho phim hoạt hình hay nhất                               | Moana | Đề cử        | [ 116 ]         |
| Giải Quả cầu vàng                             | Giải Golden Globe lần 74 08/01/2017 | Giải Quả cầu vàng cho ca khúc trong phim hay nhất                           | "How Far I'll Go" – Lin-Manuel Miranda | Đề cử        | [ 116 ]         |
| Georgia Film Critics Association              | 01/2017                             | Best Animated Film                                                          | Ron Clements, John Muskers, and Osnat Shurer | Đề cử        | [ 117 ]         |
| Golden Tomato Awards                          | 12/01/2017                          | Best Wide Release 2016                                                      | Moana | 10th Place   | [ 118 ]         |
| Golden Tomato Awards                          | 12/01/2017                          | Best Animated Movie 2016                                                    | Moana | 4th Place    | [ 118 ]         |
| Hollywood Music in Media Awards               | 17/11/2016                          | Nhạc phim hay nhất – Phim hoạt hình                                         | Mark Mancina | Đề cử        | [ 119 ] [ 120 ] |
| Hollywood Music in Media Awards               | 17/11/2016                          | Ca khúc trong phim hay nhất – Phim hoạt hình                                | "We Know the Way" – Opetaia Foa'i, Mark Mancina và Lin-Manuel Miranda                                                                                 | Đề cử        | [ 119 ] [ 120 ] |
| Houston Film Critics Society                  | 06/01/2017                          | Phim hoạt hình hay nhất                                                     | Moana | Đề cử        | [ 121 ] [ 122 ] |
| Houston Film Critics Society                  | 06/01/2017                          | Ca khúc trong phim hay nhất                                                 | "How Far I'll Go" – Lin-Manuel Miranda | Đề cử        | [ 121 ] [ 122 ] |
| 2017 Kids' Choice Awards                      | 11/03/2017                          | Favorite Animated Movie                                                     | Moana | Đề cử        | [ 123 ]         |
| 2017 Kids' Choice Awards                      | 11/03/2017                          | Favorite Voice from an Animated Movie                                       | Dwayne Johnson | Đề cử        | [ 123 ]         |
| 2017 Kids' Choice Awards                      | 11/03/2017                          | Favorite Frenemies                                                          | Auli'i Cravalho and Dwayne Johnson | Đề cử        | [ 123 ]         |
| 2017 Kids' Choice Awards                      | 11/03/2017                          | Favorite Soundtrack                                                         | Moana | Đề cử        | [ 123 ]         |
| MPSE Golden Reel Awards                       | 19/02/2017                          | Feature Animation                                                           | Jonathan Borland, Thom Brennan, Pascal Garneau, Earl Ghaffari, Lee Gilmore, Matthew Harrison, Tim Nielsen, Dan Pinder, Shelley Roden, and John Roesch | Đoạt giải    | [ 124 ]         |
| MPSE Golden Reel Awards                       | 19/02/2017                          | Feature Musical                                                             | Earl Ghaffari and Daniel Pinder | Đề cử        | [ 124 ]         |
| NAACP Image Awards                            | 11/02/2017                          | Outstanding Character Voice-Over Performance                                | Dwayne Johnson | Đề cử        | [ 125 ]         |
| Online Film Critics Society                   | 03/01/2017                          | Phim hoạt hình hay nhất                                                     | Moana | Đề cử        | [ 126 ]         |
| Producers Guild of America                    | 28/01/2017                          | Best Animated Motion Picture                                                | Osnat Shurer | Đề cử        | [ 127 ]         |
| San Diego Film Critics Society                | 12/12/2016                          | Phim hoạt hình hay nhất                                                     | Moana | Đề cử        | [ 128 ] [ 129 ] |
| San Francisco Film Critics Circle             | 11/12/2016                          | Phim hoạt hình hay nhất                                                     | Moana | Đề cử        | [ 130 ] [ 131 ] |
| Satellite Awards                              | 19/02/2017                          | Giải Vệ tinh cho Phim hoạt hình hoặc Phim hỗn hợp hay nhất                  | Moana | Đề cử        | [ 132 ]         |
| Saturn Awards                                 | 28/06/2017                          | Best Animated Film                                                          | Moana | Đề cử        | [ 133 ]         |
| St. Louis Gateway Film Critics Association    | 18/12/2016                          | Phim hoạt hình hay nhất                                                     | Moana | Đề cử        | [ 134 ]         |
| St. Louis Gateway Film Critics Association    | 18/12/2016                          | Best Soundtrack                                                             | Moana | Đề cử        | [ 134 ]         |
| St. Louis Gateway Film Critics Association    | 18/12/2016                          | Ca khúc trong phim hay nhất                                                 | "How Far I'll Go" | Đề cử        | [ 134 ]         |
| St. Louis Gateway Film Critics Association    | 18/12/2016                          | Ca khúc trong phim hay nhất                                                 | "You're Welcome" | Đề cử        | [ 134 ]         |
| Teen Choice Awards                            | 13/08/2017                          | Choice Fantasy Movie                                                        | Moana | Chưa công bố | [ 135 ]         |
| Teen Choice Awards                            | 13/08/2017                          | Choice Fantasy Movie Actor                                                  | Dwayne Johnson | Chưa công bố | [ 135 ]         |
| Teen Choice Awards                            | 13/08/2017                          | Choice Fantasy Movie Actress                                                | Auli'i Cravalho | Chưa công bố | [ 135 ]         |
| Teen Choice Awards                            | 13/08/2017                          | Choice Breakout Movie Star                                                  | Auli'i Cravalho | Chưa công bố | [ 136 ]         |
| Village Voice Film Poll                       | 06/01/2017                          | Best Animated Feature                                                       | Moana | 8th Place    | [ 137 ]         |
| Visual Effects Society Awards                 | 07/02/2017                          | Outstanding Visual Effects in an Animated Feature                           | Hank Driskill, Ian Gooding, Nicole P. Hearon, and Kyle Odermatt                                                                                       | Đề cử        | [ 138 ]         |
| Visual Effects Society Awards                 | 07/02/2017                          | Outstanding Animated Performance in an Animated Feature                     | Maui – Mack Kablan, Nikki Mull, Matthew Schiller, and Marc Thyng                                                                                      | Đề cử        | [ 138 ]         |
| Visual Effects Society Awards                 | 07/02/2017                          | Outstanding Created Environment in an Animated Feature                      | Motonui Island – Rob Dressel, Andy Harkness, Brien Hindman, and Larry Wu                                                                              | Đoạt giải    | [ 138 ]         |
| Visual Effects Society Awards                 | 07/02/2017                          | Outstanding Effects Simulations in an Animated Feature                      | Marc Henry Bryant, David Hutchins, John M. Kosnik and Dale Mayeda                                                                                     | Đoạt giải    | [ 138 ]         |
| Washington D.C. Area Film Critics Association | 05/12/2016                          | Phim hoạt hình hay nhất                                                     | Moana | Đề cử        | [ 139 ]         |
| Washington D.C. Area Film Critics Association | 05/12/2016                          | Best Voice Performance                                                      | Auli'i Cravalho | Đề cử        | [ 139 ]         |
| Women Film Critics Circle                     | 19/12/2016                          | Phim hoạt hình hay nhất                                                     | Moana | Đoạt giải    | [ 140 ]         |